# Broederkerk (Nijmegen)

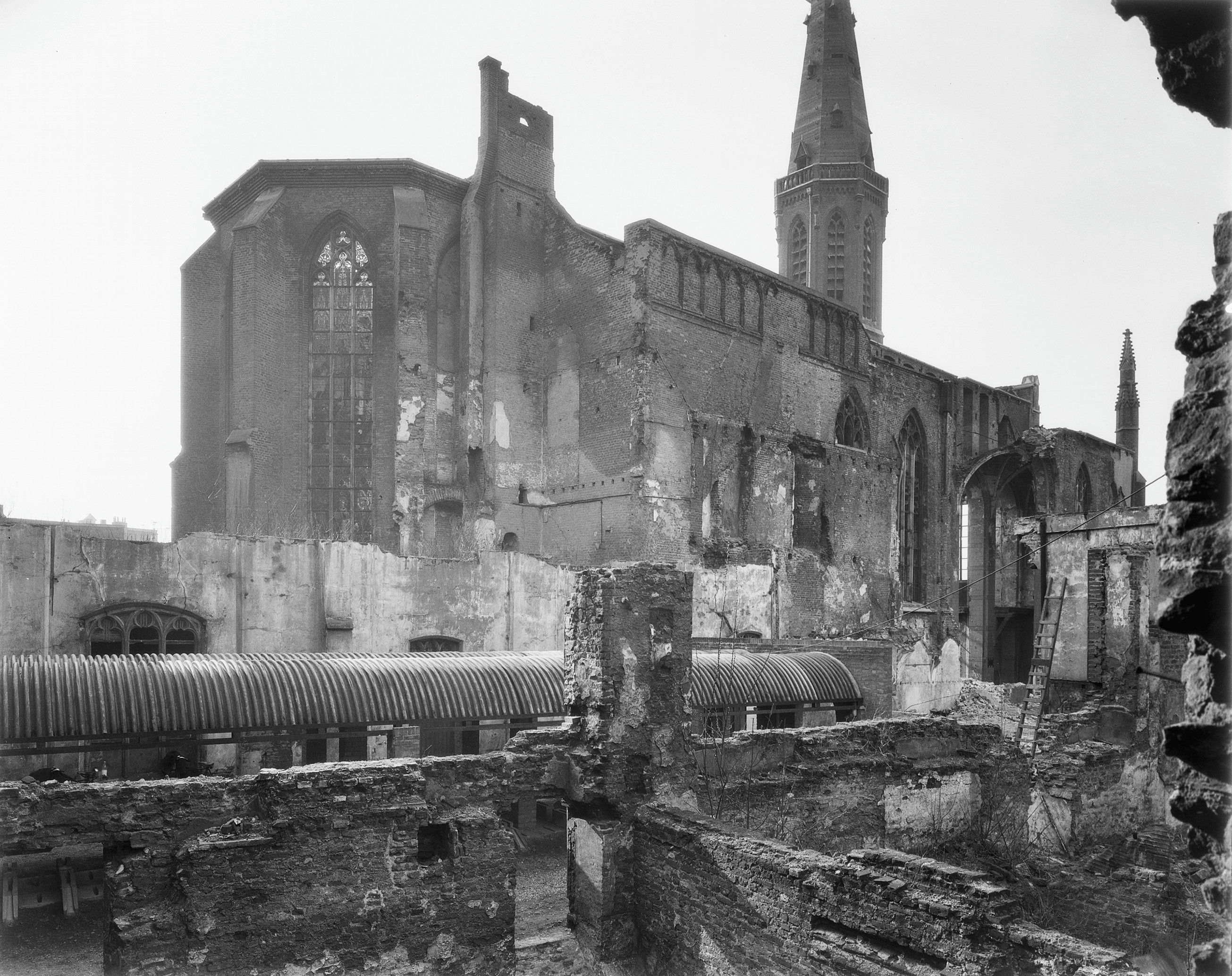
De beschadigde Broederkerk in februari 1951, kort voor de sloop.

De oude Dominicuskerk, beter bekend als de Broederkerk, Broederenkerk, Broerskerk of Broerenkerk, was een rooms-katholiek kerkgebouw aan de Broerstraat in Nijmegen. De kerk dateerde uit 1375. 
De restanten zijn in 1951 gesloopt, nadat het kerkgebouw in de Tweede Wereldoorlog tijdens de Slag om Nijmegen beschadigd was geraakt.

## Geschiedenis
De vroegste geschiedenis van de kerk is voornamelijk overgeleverd via de 15e-eeuwse chroniqueur Willem van Berchen. 
Oorspronkelijk kregen in 1293  (of mogelijk al wat eerder) zes dominicanen de beschikking over een kapel van Tilman Werenbertsz, heer van Ubbergen, aan de Broerstraat. De kapel werd hierna onderdeel van een klooster dat hier werd gebouwd, het Dominicanenklooster, met een ingang aan de toenmalige Korte Burchtstraat (nu het noordelijk deel van de Burchtstraat). De kapel werd in 1375 afgebroken en vervangen door de Broederkerk, die waarschijnlijk op dezelfde plek als de kapel stond en ook deel uitmaakte van het klooster.
In 1579, tijdens de Tachtigjarige Oorlog, bezetten Staatse troepen de stad en de kerk kwam nu in protestantse handen. Dit bleef zo totdat de katholieke meerderheid in 1585 vrijwillig de poorten opende voor de Spaanse troepen van Alexander Farnese en de Broederkerk weer katholiek werd. Nadat de Staatse stadhouder Maurits van Nassau Nijmegen heroverde in 1591, werd de Broederkerk opnieuw ingenomen door hervormden. Dat zou hierna zo blijven tot 1808; de katholieken werden gedurende deze tijd gedwongen om schuilkerken te gebruiken.
Tijdens het Beleg van Nijmegen in 1794 vatte de kerk vlam toen aangrenzende huizen door Franse houwitsers werden geraakt; het gebouw brandde urenlang en men slaagde er pas in de brand te doven nadat de toren was ingestort. De beschadigde kerk werd hierna voorlopig alleen gebruikt als opslagruimte.
De kerk bleef in hervormde handen, tot ongenoegen van de katholieken die hadden gehoopt dat, dankzij afschaffing van de Nederduitsch Gereformeerde Kerk als publiekelijk bevoorrechte kerk en gelijkstelling van burgers ongeacht geloof, de eeuwenlange bezetting ongedaan gemaakt zou worden. Het was uiteindelijk burgemeester Jan Engelbart Sanders van Well die tijdens een bezoek van koning Lodewijk Napoleon Bonaparte in juli 1808 de bezetting van de Broederkerk en Regulierenkerk succesvol ongedaan wist te maken. Onderling maakten de katholieken vervolgens ruzie, omdat men de grote en nog beschadigde kerkgebouwen nog niet kon of wilde gebruiken. In 1810 werd uiteindelijk voor het eerst weer een katholieke eredienst gehouden. 
Tussen 1830 en 1833 werd de kerk uiteindelijk gerenoveerd en op 13 november 1833 werd ze opnieuw ingewijd.
Van 1866 tot 1885 werd de Broederkerk verbouwd in neogotische stijl door P.J.H. Cuypers. Hij breidde daarbij de kerk uit met een zijbeuk en de karakteristieke toren.

## Verwoesting tijdens WOII en sloop
Bij het zware bombardement op de Nijmeegse binnenstad van 22 februari 1944 behoorde de oude Dominicuskerk tot de gebouwen in de Bovenstad die gespaard bleven; het overgrote deel van de overige bebouwing aan de Broerstraat werd wel verwoest. Echter, tijdens Operatie Market Garden (september 1944) werd de kerk alsnog gedeeltelijk verwoest. De Dominicanessen besloten na afloop van de oorlog om de kerk niet te laten staan, maar een geheel nieuw kerkgebouw met parochiecomplex (pastorie, school en parochiehuis) te laten bouwen; dit werd de Dominicuskerk in de wijk Galgenveld. Er was ook nog een kloostergebouw voorzien, maar dit laatste is nooit gerealiseerd. 
De overgebleven ruïne van de oude Dominicuskerk werd, ondanks protesten van de burgerij, in 1951 gesloopt. Hierdoor resteren van de vroegere kerkgebouwen in de Bovenstad tegenwoordig alleen de Stevenskerk en de Molenstraatkerk. In de decennia vóór de oorlog had het centrum in totaal vijf kerken geteld.